# Michael Leib
Michael Leib (Philadelphia, 1760. január 8. – Philadelphia, 1822. december 8. vagy 1822. december 28.) az Amerikai Egyesült Államok szenátora (Pennsylvania, 1809–1814).